# طارق العزيزي
طارق العزازي  (1971 الجزائر) هو لاعب كرة قدم جزائري.

## روابط خارجية
- طارق العزيزي على موقع اتحاد تركيا (لاعب) (الإنجليزية)
- طارق العزيزي على موقع قاعدة بيانات كرة القدم.إي يو (الإنجليزية)
- طارق العزيزي على موقع ناشيونال فوتبول تيمز (الإنجليزية)